# Michele Conforti
Michelangelo „Michele“ Conforti ist ein italienischer Mathematiker, der sich mit Operations Research, ganzzahliger Programmierung, Graphentheorie und Kombinatorischer Optimierung befasst.

## Ausbildung und Karriere

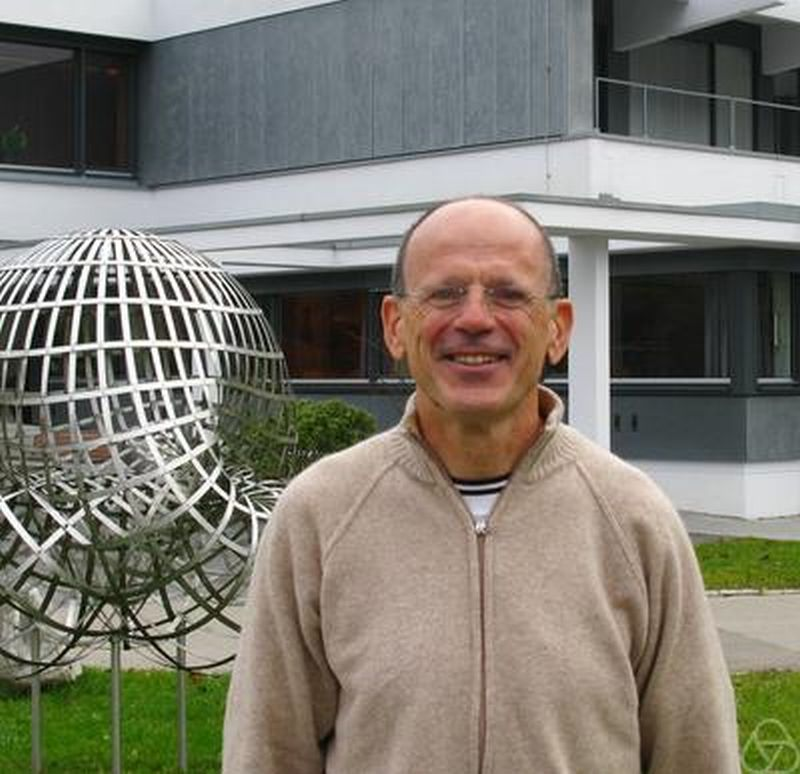
Michele Conforti, Oberwolfach 2011

Conforti wurde 1983 bei Gérard Cornuéjols an der Carnegie Mellon University promoviert (Essay in Combinatorial Optimization). Er ist Professor an der Universität Padua.

## Forschung
2000 erhielt er mit Cornuéjols und M. R. Rao den Fulkerson-Preis für ihre Arbeit Decomposition of balanced matrices über die Charakterisierung der ausgewogenen Matrizen, welche auch einen Algorithmus liefert, um solche Matrizen in Polynomialzeit zu erkennen. Er leistete ebenfalls Beiträge zum starken Satz über Perfekte Graphen.

## Preise und Ehrungen
- 2000: Fulkerson-Preis (mit Gérard Cornuéjols und M. R. Rao)
- 2015: Frederick-W.-Lanchester-Preis[5]

## Schriften
- mit Cornuejols: Balanced Matrices, in: K. Aardal, G. L. Nemhauser, R. Weismantel (Herausgeber) Discrete Optimization, Handbooks of Operations Research and Management Science, Band 12, Elsevier 2005
- mit G. Cornuéjols,K. Vušković: Square-Free Perfect Graphs, J. Combin. Theory Ser. B, Band 90, 2004, S. 257–307.